# Associazione di idee
L'associazione di idee, o associazione mentale, è un processo psicologico mediante il quale le rappresentazioni mentali sorgono nella coscienza. Secondo i proponenti di tale processo, a un'idea ne segue un'altra nella coscienza se associata ad essa secondo qualche principio. I tre principi di associazione comunemente affermati sono somiglianza, contiguità e contrasto.
Nella storia della psicologia, il concetto è stato proposto dalla scuola associazionista, e la nozione di associazione tra idee e comportamento ha dato un primo impulso al pensiero comportamentista. Le idee centrali del pensiero associativo ricorrono in alcuni recenti ricerche sulla cognizione, in particolare sulla coscienza. Nella psicoanalisi è presente il concetto di associazione libera, un'importante tecnica di indagine dei contenuti inconsci.